# Mary Carroll
Mary Carroll (* 1950) ist eine australische Übersetzungswissenschaftlerin im Bereich der audiovisuellen Translation.

## Leben
Nach ihrem Studium gründete Carroll im Jahr 1991 die Firma Titelbild Subtitling and Translation GmbH mit Sitz in Berlin, die sie bis 2011 als Vorsitzende leitete. Anschließend arbeitete sie als Beraterin und Trainerin. Im Laufe der Zeit veröffentlichte Carroll eine Vielzahl von Publikationen aus dem Bereich der Audiovisuellen Translation und zum Thema Mediation und Dolmetschen.
Mary Carroll ist Mitglied der Transmedia Research Group, des Transforums – Koordinierung der Praxis und Lehre von Dolmetschen und Übersetzung, des Bundesverbands der Dolmetscher und Übersetzer (BDÜ) und im Bundesverband Mediation (BM).
Für ihren Beitrag zur Entwicklung der Audiovisuellen Translation erhielt sie 2012 den Jan-Ivarsson-Award.

## Publikationen (Auswahl)
- Subtitling. Transedit, Simrishamn 1998.
- Subtitling: Changing Standards for New Media. In: The LISA Newsletter: Globalization Insider. XIII / 3. März 2004.
- Translation – a changing profession. In: Translation Today. 1. Oktober 2004.
- Audiovisual Media: New Profiles for Translators and Interpreters. In: Felix Mayer (Hrsg.): 20 Jahre Transforum. Koordinierung von Praxis und Lehre des Dolmetschens und Übersetzens. Georg Olms, Hildesheim 2005, ISBN 3-487-13062-9.
- Subtitling Translation to an Interplay of Rhythms in a Polysemiotic Setting. In: Heidemarie Salevsky (Hrsg.): Kultur, Interpretation, Translation. Peter Lang, Frankfurt am Main 2005, ISBN 3-631-51780-7, S. 251–260.
- MuTra: Audiovisual Translation Scenarios. Bei: Konferenz Kopenhagen 1.–5. Mai 2006[1]